# Concertul pentru vioară (Mendelssohn)

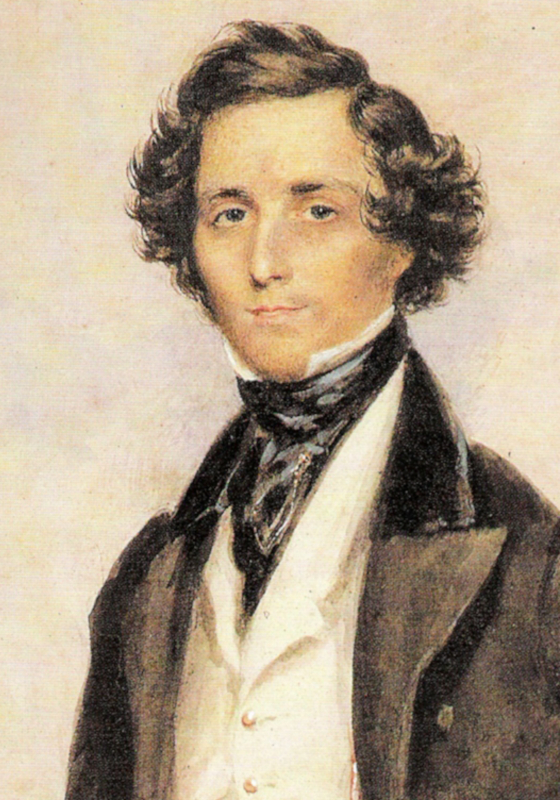
Mendelssohn, 1839.

Concertul pentru vioară în Mi minor, Op. 64 a lui Felix Mendelssohn Bartholdy este ultima lucrare a sa pentru orchestră mare. Ocupă un loc important în repertoriul pentru vioară și este unul dintre cele mai celebre și interpretate concerte pentru vioară. O interpretare tipică a lucrării durează puțin sub o jumătate de oră.
Mendelssohn a propus inițial ideea unui concert pentru vioară lui Ferdinand David, un prieten apropiat și atunci maestru de concert în Orchestra Gewandhaus din Leipzig. Deși începută în 1838, lucrarea a fost finalizată șase ani mai târziu și a avut premiera abia în 1845. În tot acest timp Mendelssohn a menținut o corespondență regulată cu David, cerându-i sfaturi pentru concert. Lucrarea a fost unul din concertele pentru vioară ale epocii romantice și a influențat compozițiile a numeroși alți compozitori. Deși concertul este structurat în trei părți, în sistemul tradițional repede-încet-repede, concertul a fost inovativ în unele aspecte. De exemplu, solo-ul de vioară debutează încă de la începutul primei părți.
Concertul a fost foarte bine primit încă de la început și a devenit unul dintre cele mai bune concerte pentru vioară din istorie. Concertul rămâne popular și astăzi și a devenit un concert esențial pentru toți violoniștii de concert, de regulă fiind unul dintre primele concerte ale epocii romantice pe care le învață.
Mendelssohn a mai compus un concert pentru vioară în Re minor între 1821 și 1823, când avea 12-14 ani și, în același timp, a compus 12 simfonii pentru coarde. Această lucrare, "redescoperită" în 1951 de Yehudi Menuhin, mai este cunoscută drept Concertul pentru vioară și orchestră de coarde în Re minor sau Concertul pentru vioară nr. 1 (prin urmare, concertul în Mi minor mai este cunoscut și sub numele de Concertul pentru vioară nr. 2).

## Instrumentație
Concertul este scris pentru vioară solo și orchestră clasică standard: două flauturi, două oboaie, două clarinete, doi fagoți, doi corni, două trompete, timpane și coarde.

## Structură
1. Allegro molto appasionato (Mi minor)
2. Andante (Do major)
3. Allegretto non troppo - Allegro molto vivace (Mi major)

## Istoric

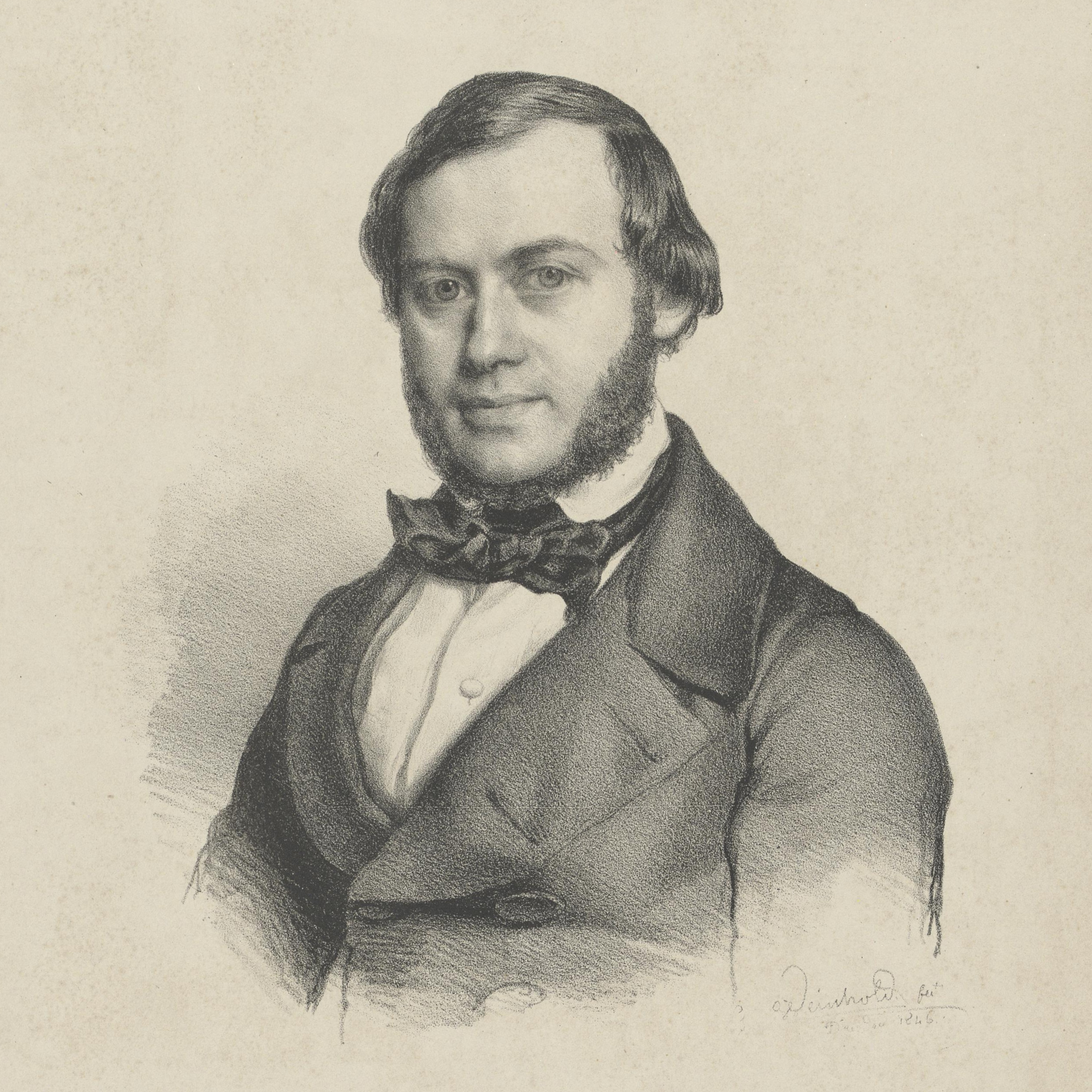
Ferdinand David, violonistul care a interpretat la premieră şi a cărei colaborare a fost esenţială pentru naşterea concertului.

După ce a fost numit dirijor șef al Orchestrei Gewandhaus din Leipzig în 1835, Mendelssohn l-a numit maestru de concert al orchestrei pe prietenul său din copilărie, Ferdinand David. Originile concertului se găsesc în această colaborare profesională. Într-o scrisoare datată 30 iulie 1838 Mendelssohn îi scria lui David: "Aș vrea să scriu un concert pentru vioară pentru tine iarna următoare. Una în Mi minor este în capul meu al cărei început nu îmi dă pace".
Concertul a durat încă șase ani pentru a fi finalizat. Sunt multe motive pentru această întârziere, inclusiv îndoiala de sine, a treia simfonie și o perioadă nefericită la Berlin după o cerere a regelui Frederic Wilhelm al IV-lea al Prusiei. Cu toate acestea, Mendelssohn și David au ținut legătura permanent în tot acest timp, Mendelssohn cerându-i sfaturi tehnice și compoziționale. Acest concert pentru vioară a fost primul care a fost creat din ideile unui violonist profesionist și va influența multe viitoare astfel de colaborări. Partitura finală este datată 16 septembrie 1844 dar Mendelssohn a continuat să ceară sfaturi lui David până la premieră. Concertul a avut premiera în Leipzig pe 13 martie 1845 cu Ferdinand David solist. Mendelssohn a fost incapabil să dirijeze din cauza bolii iar premiera a fost dirijată de dirijorul danez Niels Gade. Mendelssohn a dirijat concertul pentru prima dată pe 23 octombrie 1845, din nou cu David solist.

## Clipuri audio
| 1. | Allegro molto appassionato |  |
| 2. | Andante                    |  |
| 3. | Allegro molto vivace       |  |
| -- | -------------------------- |  |